# Боливийский кассик
Боливи́йский ка́ссик (лат. Oreopsar bolivianus) — вид птиц из семейства трупиаловых. Единственный вид в роде Oreopsar. Подвидов не выделяют. Эндемик Боливии.

## Ареал
Боливийский кассик встречается в Андах на юго-западе Боливии в департаментах Кочабамба, Чукисака и Потоси на высоте от 1,5 до 2,8 км. Основные места обитания — кустарниковые степи и пастбища.

## Охранный статус
Популяция данного вида стабильна. Продолжительность поколения составляет 4,6 года.